# 生死格鬥3
《死或生3》是由Team Ninja开发、特库摩发行的格斗游戏，于2001年作为首发游戏之一登陆Xbox主机。本作是继《死或生2》（1999年）之后，死或生系列的的第三部主要作品。相较于前作，《死或生3》在游戏玩法和画面细节上都有了显著提升。
游戏的故事围绕着DOATEC试图通过「Omega计划」制造终极人类兵器的阴谋展开。DOATEC绑架了忍者流派「雾幻天神流」霸神门的首领幻罗，将其改造为名为“Omega”的邪恶生物兵器。为了击败Omega，多位忍者参加了第三届DOA大赛。
《死或生3》一经发售便广受好评，并取得了商业上的巨大成功，在发售后的前五个月内全球销量便突破了100万份。本作最终销量超过200万份，成为该系列最畅销的作品，也是Xbox平台十大畅销游戏之一。本作荣获多项大奖，并获得多项提名。欧版和日版在北美版推出的数月后发售，包含北美版没有的额外内容和玩法更新。下一代主机Xbox 360向下兼容本作。2021年，所有版本的《死或生3》登陆全球Xbox Live商店，并随后在Xbox One和Xbox Series X/S上实现了向下兼容。《死或生3》推出后，特库摩在2004年和2005年相继推出了《死或生 终极版》和本作的续作《死或生4》。